# Eugenio Cruz Vargas

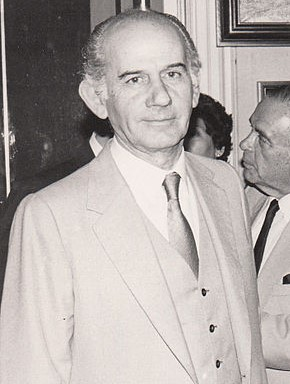
Eugenio Cruz Vargas (1986)

Eugenio Cruz Vargas (* 2. Oktober 1923 in Santiago de Chile; † 18. Januar 2014 in Olmué, V Región, Chile) war ein chilenischer Dichter und Kunstmaler. Sein malerisches Werk beginnt mit klassischer Landschaftsmalerei und nähert sich gegen Ende seines Schaffens der Abstrakten Kunst. Seine Gedichte sind vom Konzept des Surrealismus geprägt.

## Biografie

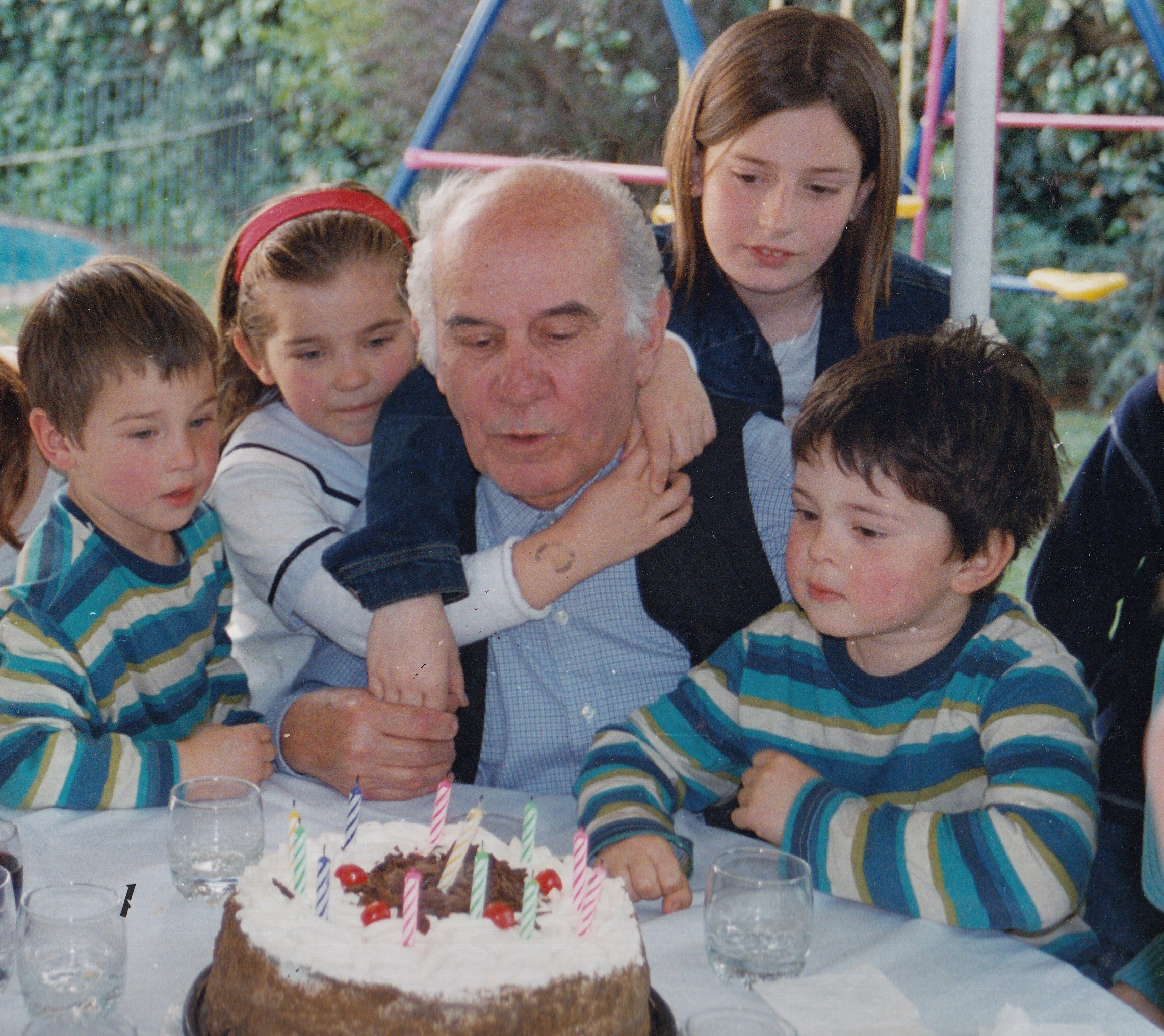
Eugenio Cruz Vargas und Enkel (2002)

Er war der Sohn des Weinbauers Pedro Nolasco Cruz Correa (1887–1939) und der María Emilia Vargas Bello (1896–1978), der Enkel des literarischen Kritikers Pedro Nolasco Cruz Vergara, Urenkel des chilenischen Strafrechtlers Francisco Vargas Fontecilla und Ururenkel des amerikanischen Humanisten Andrés Bello und des chilenischen Gouverneurs Pedro Nolasco Vergara Albano.
Als drittes von sechs Geschwistern wuchs er auf einem Bauernhof Las Cabras in Viña San Pedro und El Carmen auf.
Während seiner Schulzeit am Colegio San Ignacio in Santiago de Chile zeigte sich seine künstlerische Begabung. Nach dem Tod seines Vaters konnte er seiner künstlerischen Berufung nicht weiter folgen. Er begann in den 1960er Jahren im Bereich Werbung und Immobilien zu arbeiten und gründete die Firmen Cruz y del Solar und Vía Publicidad y Publicidad Siete.
Während der 1970er Jahre reiste er durch Amerika, Europa, Russland und die USA mit dem Ziel, an innovativen Bühnenkunstprojekten, hauptsächlich an Film- und Theaterproduktionen teilzunehmen. In Paris besuchte er offene Kurse über Kunstgeschichte an der École du Louvre, wo er seine Kenntnisse über die klassische Kunst vertiefte und erweiterte.
Als er nach Chile zurückkehrte, ließ er sich im Süden nieder und widmete sich während der nächsten vierzig Jahre seiner Kunst. Es entstanden 300 Ölgemälde und die Veröffentlichung von drei Gedichtsammlungen.
Die Inspirationsquelle seiner Kunst war seine Frau, María de la Luz Vergara Errázuriz (1927–2014). Mit ihr hatte er neun Kinder.

## Künstlerisches Schaffen
In seinem malerischen Werk sind zwei Schaffensperioden zu erkennen:

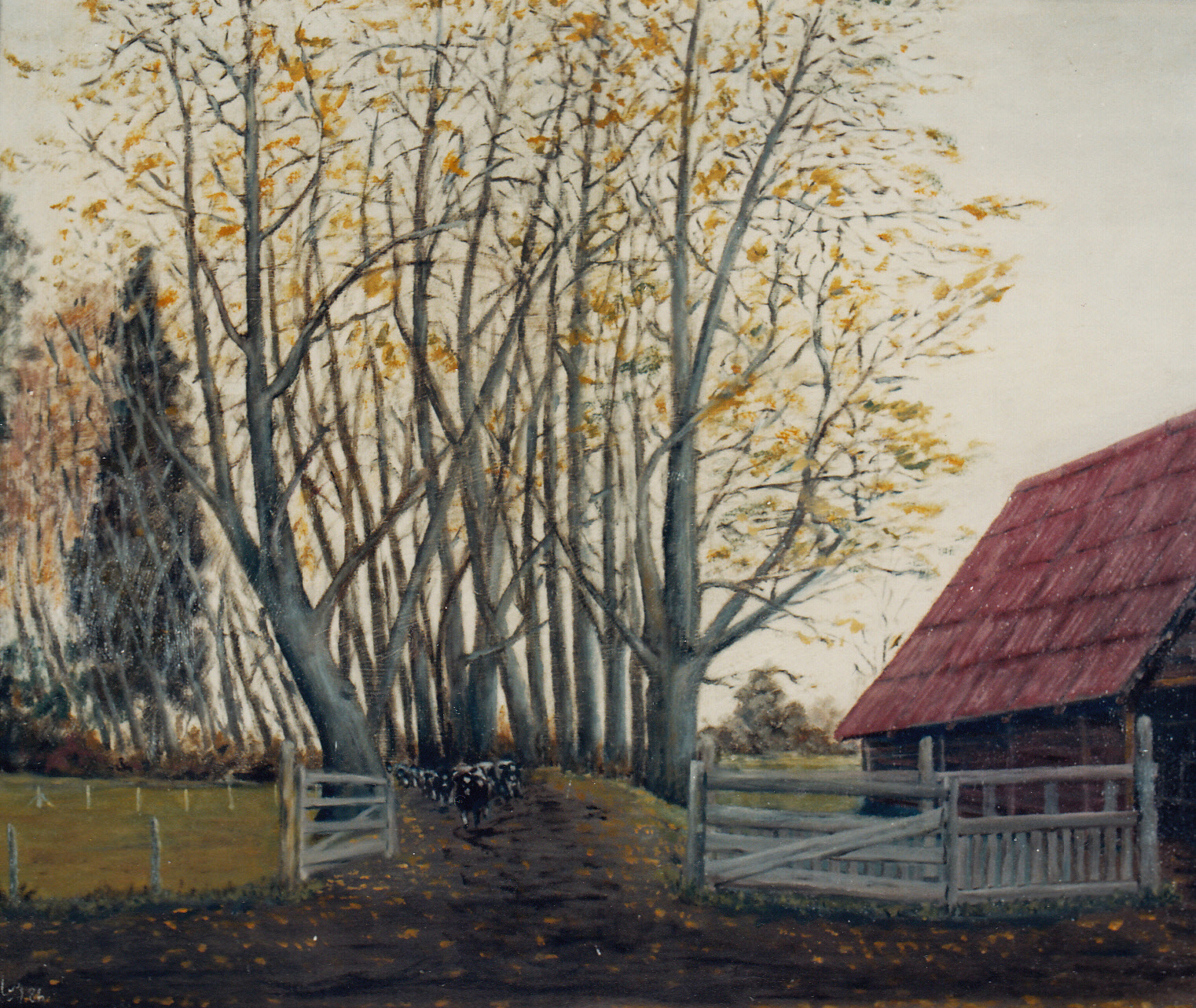
Die Molkerei in Rio Bueno

Die erste kann als gegenständlicher Klassizismus der Meister des 19. und 20. Jahrhunderts bezeichnet werden, Ölgemälde auf Stoff in mittleren und großen Formaten, in denen sich das Landleben und das Leben an der Küste des mittleren und südlichen Gebietes seines Landes widerspiegeln und in denen der ehrliche Realismus mit naturalistischem Einfluss erkennbar wird.

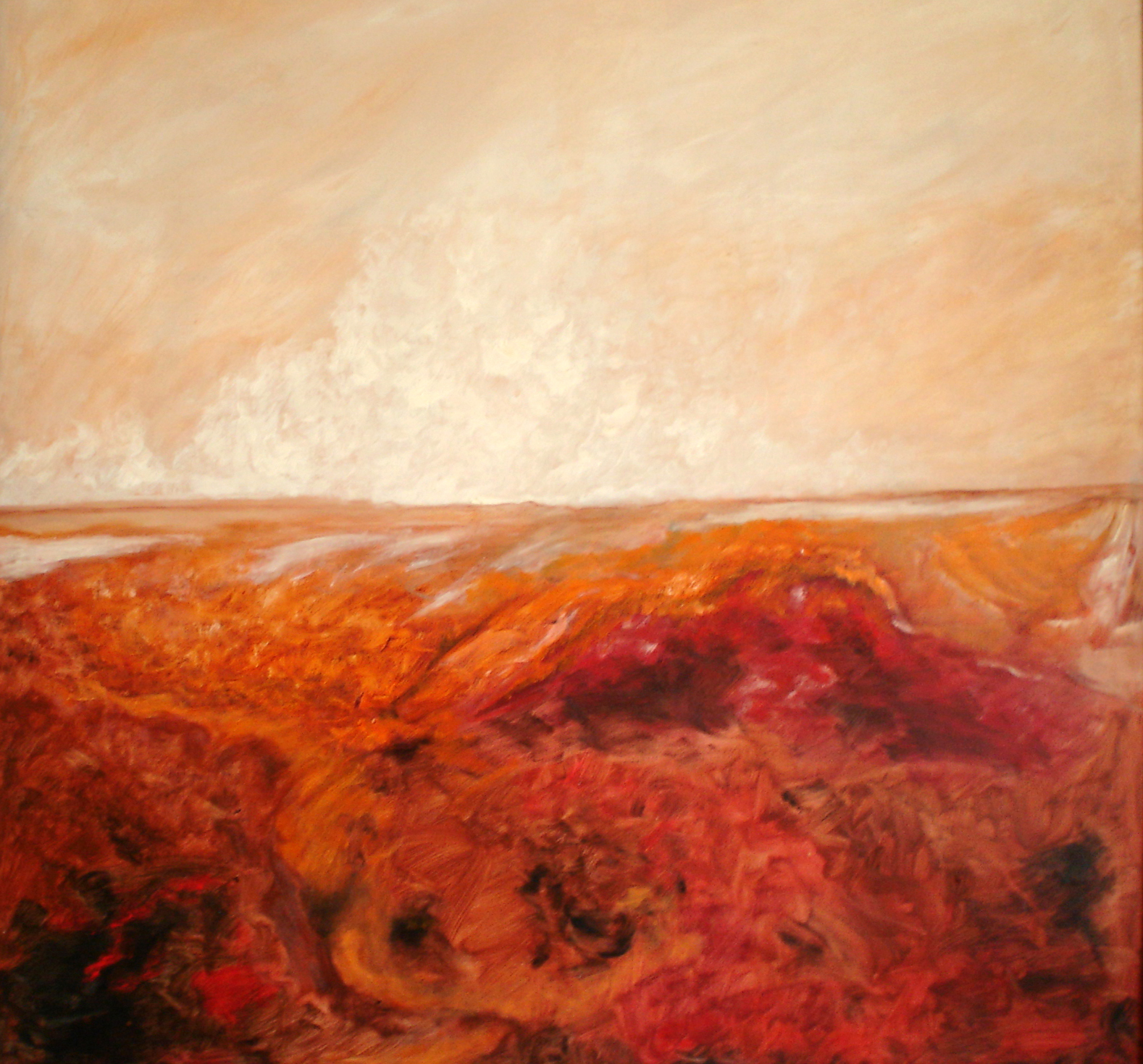
Farbige Landschaft

Die zweite Periode ist vom Verlassen der klassischen Bildung und vom Beginn der abstrakten objektiven/ausdrucksvolleren Komposition geprägt, erkennbare Elemente sind noch zu sehen und die Neigung zur Natur ist noch spürbar. Diese partielle Abstraktion folgt einer ganzen Abstraktion, wo keine Spuren, Referenzelemente der Landschaften oder Objekte deutlich sind, es bleibt nur die freie Auffassung des Zuschauers; daher der Titel seiner letzten Ausstellung Von der Landschaft zur Abstraktion.
In seinen vier Gemäldeausstellungen zwischen den Jahren 1986 und 2008 wurden 160 seiner Werke gezeigt. Ein großer Teil der Gemälde befindet sich im Besitz privater Sammler; ein anderer Teil ist in Familienbesitz und befindet sich heute in der Stiftung, die seinen Namen trägt.
Sein dichterisches Werk ist vom Surrealismus geprägt. Die erste Gedichtsammlung mit dem Titel Das einzige Mal, dass ich lüge verfasste er 1978. Diese Gedichte sind in einfacher Sprache geschrieben wurden, vermischen starke Liebesgefühle mit Überlegungen über die Natur und Darstellungen des Lebens in der Stadt und des Landlebens im Süden von Chile. 1980 erschien seine zweite Gedichtsammlung, Himmel. Sein Schreibstil wirkt gefestigter und puristischer, aber die surrealistische Thematik ist dieselbe. 2011 erschien seine letzte Gedichtsammlung Vom irdischen zum sphärischen, deren Vorwort der chilenische Dichter Emilio Antilef schrieb.

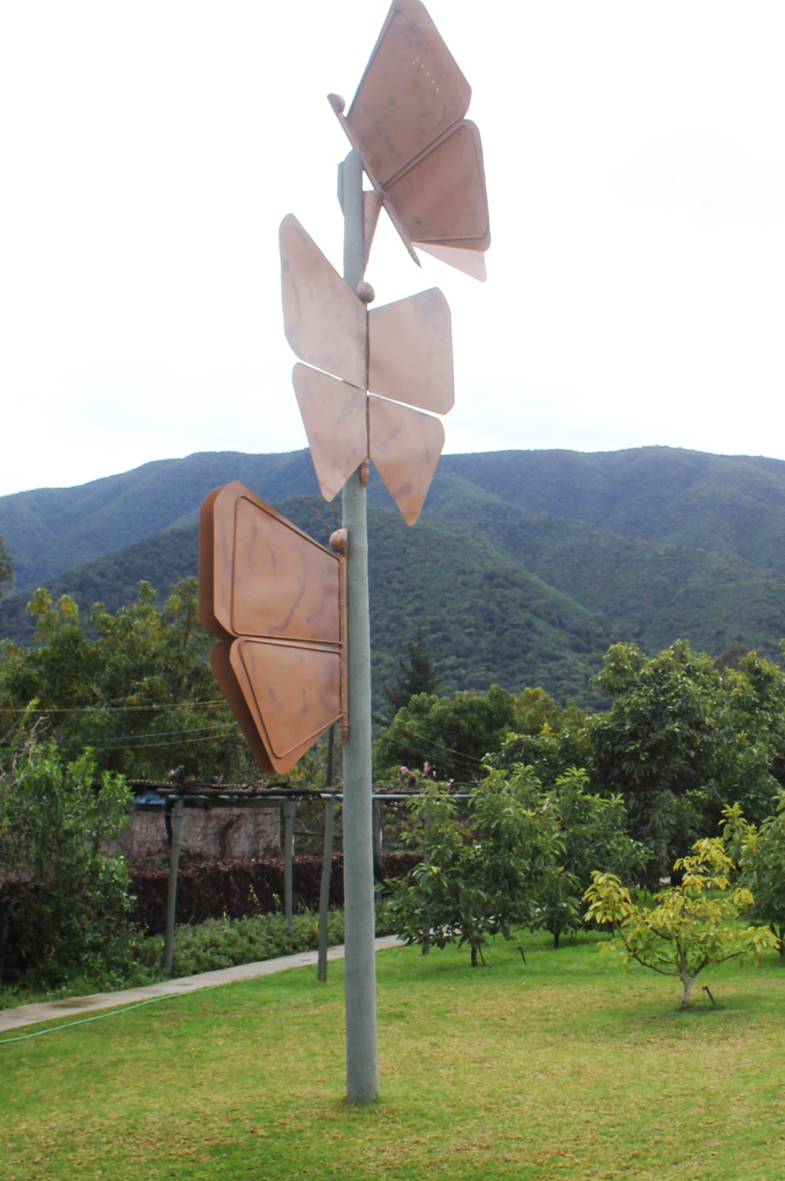
Stahl und Kupfer-Skulptur Schmetterling am Mittag

In den letzten Jahren konzentrierte sich Cruz Vargas auf die Bildhauerkunst. Er schuf drei großformatige Skulpturen mit wiederverwerteten Materialien aus Stahl und Kupfer, die sich jetzt im privaten Park seiner Familie in Olmué, Quinta Región, in Chile befinden.
Seine Landschaften übermitteln eine Liebesbotschaft an die Natur; sie vermitteln Respekt gegenüber den Tieren; ein Staunen über die Menschheit und die ständige Änderung der Welt, an die er sich mit Flexibilität und Begeisterung anpasste.

## Zitate von Cruz Vargas
„Es gibt viele Wege, um Kunst auszuüben und zu machen. Es gibt auch verschiedene Wege, um Kunst auszudrücken, durch die Komödie, durch die Bildhauerei, die Musik, durch das Malen, usw. Die Kunst kann in riesigen oder in den kleinesten Räumen ausgeübt werden“.
„Das Schweigen ist der Raum, den jedes Lebewesen inne hat und wo es seine Dynamik des Denkens und des Entscheidens entfaltet“.
„Die Veränderung der Menschheit ist und wird immer positiv sei, so zum Beispiel wird, um die Umweltverschmutzung des Wassers, der Luft und der Umwelt zu überwinden, der technologische Fortschritt immer wichtiger, er wird die Natur, die ich so liebe, respektieren und wiedergewinnen.“

## Rezeption
Über seinen Beitrag zur chilenischen Kultur schrieb die Tageszeitung El Mercurio de Santiago in einem Nachruf: „Er wird immer durch sein malerisches und literarisches Werk präsent sein, eine unübliche Kombination zweier Schaffensbereiche. Er wird den kommenden Generationen als Beispiel für Kraft und Beharrlichkeit und durch sein Werk in Erinnerung bleiben.“

### Zitate über Cruz Vargas
„Dichter, Kunstmaler, Bildhauer und Filmproduzent, der fruchtbare Künstler, der den Geist der früheren, autodidaktischen Autoren, die einen wichtigen Beitrag an die nationale Kultur geleistet haben, in Erinnerung ruft.“
„Cruz Vargas ist ein Kind, das nicht aufs Träumen verzichtet das zugleich mit dem erwachsenen Menschen lebt, und das um Stückchen des Lebens kämpft und sich durch die Poesie und ihre mehrfache Mittel an sie klammert.“
„Eugenio Cruz hat es geschafft, die alten Verbindungen zwischen Malerei und Dichtung der Renaissance wieder zu erschaffen. In dieser Periode waren fast alle Gedichte Beschreibungen von Gemälden. In dieser Zeit verehrte das Wort das Bild vollständig. Aber die malerische Symmetrie war auch die der Dichtung. Der Dichter und der Kunstmaler unterscheiden sich vom Rest der Sterblichen durch ihre Fähigkeit und Wagemut, in der Natur und in den Menschen das Naive, das Wunderbare, das Außerordentliche, die Kontraste und die internen Impulse der Seele und der Objekte zu entdecken, und diese durch Wörter oder Farben zu übermitteln.“
„Der offenherzige und ehrliche Geist des Künstlers lässt sich in seinen Werken erkennen; das Wort durchmischt sich mit dem Pinselstrich und gleichzeitig findet eine Symbiose zwischen Malerei und Dichtung statt. Eine Symbiose, die selten gefunden wird, außer im Falle der Engländer Dante Gabriel Rossetti (1828–1882) und William Blake (1757–1827).“
Er wird auch mit Pablo Neruda in seiner ersten Schaffenszeit verglichen.
„… schreibt mit Farben und malt mit Worten.“
„Der Maler, der die Natur liebt.“

### Kritiken

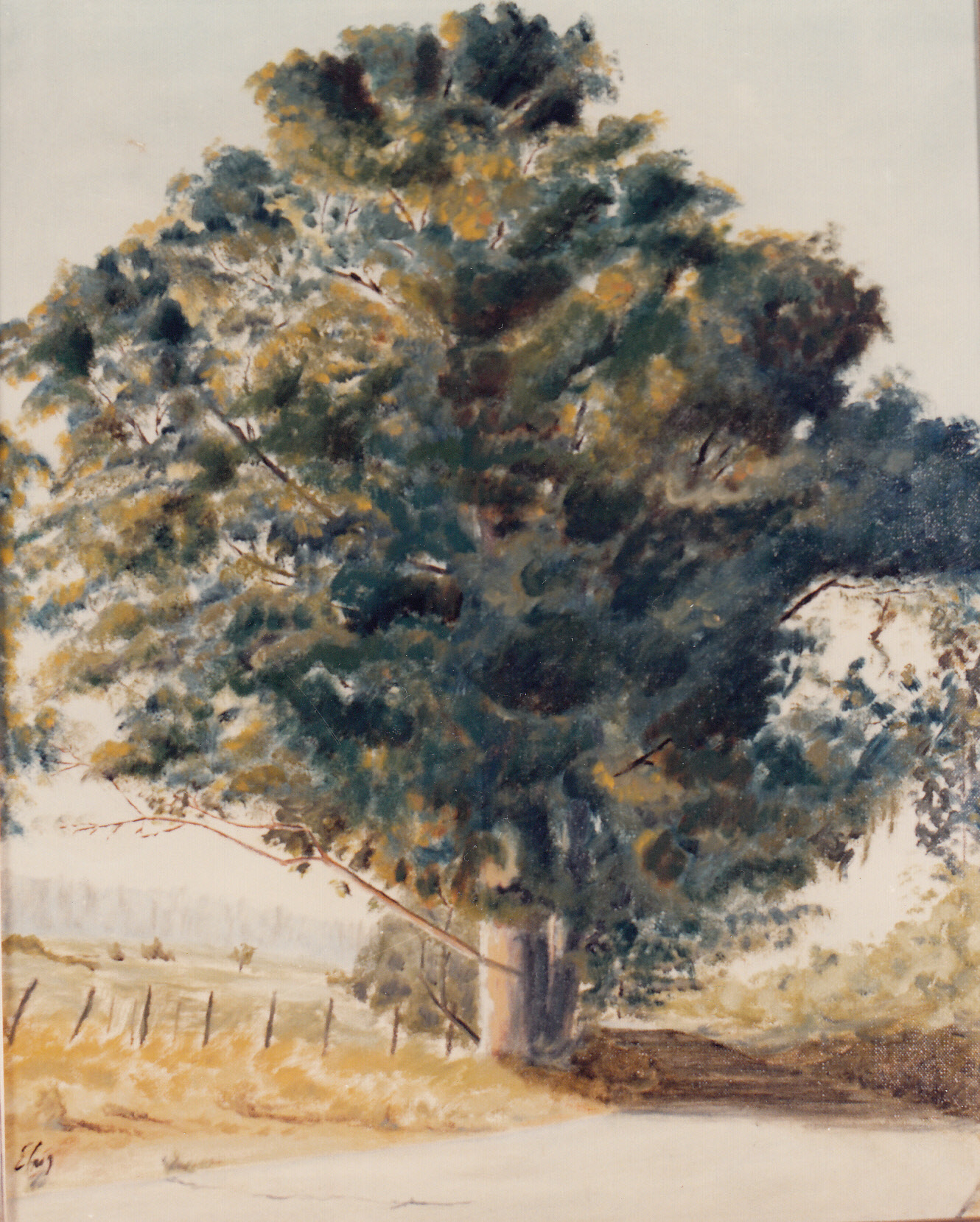
Weg Viña del Mar

Víctor Carvacho Herrera (1916–1996), Mitglied des nationalen Kunstkritikervereins, AINCA, hat in seinem Vorwort im Verzeichnis der Ausstellung 1986 geschriebenen:
„Er liebt die Natur und von allen ihrer Wunder zieht er die Bäume vor. Darum ist sein Lieblingsgenre Landschaftsbilder. Das ist die Wahrheit. Er kann sich selbst Meister sein. Nur wenige schaffen so etwas. Mit Genuss lassen sich auf einer Leinwand durch ihre Texturen und Farbtöne ein Nadelbaum oder ein Eukalyptus erkennen. Das ist sein naturalistischer Aspekt. Sein romantischer wird in seiner Farbpalette ersichtlich, wenn man die Gesamtheit der von ihm bevorzugten Farben betrachtet: die grauen Töne des Weißes, die braunen Töne, die grauen Töne des Rotes und des Ockers, und abschließend die reichhaltigen grünen Töne, ähnlich Oskar Trepte’s Stil, ohne seine Melancholie, aber mit der ganzen Kraft einer heiteren und erinnernden Dichtung …“

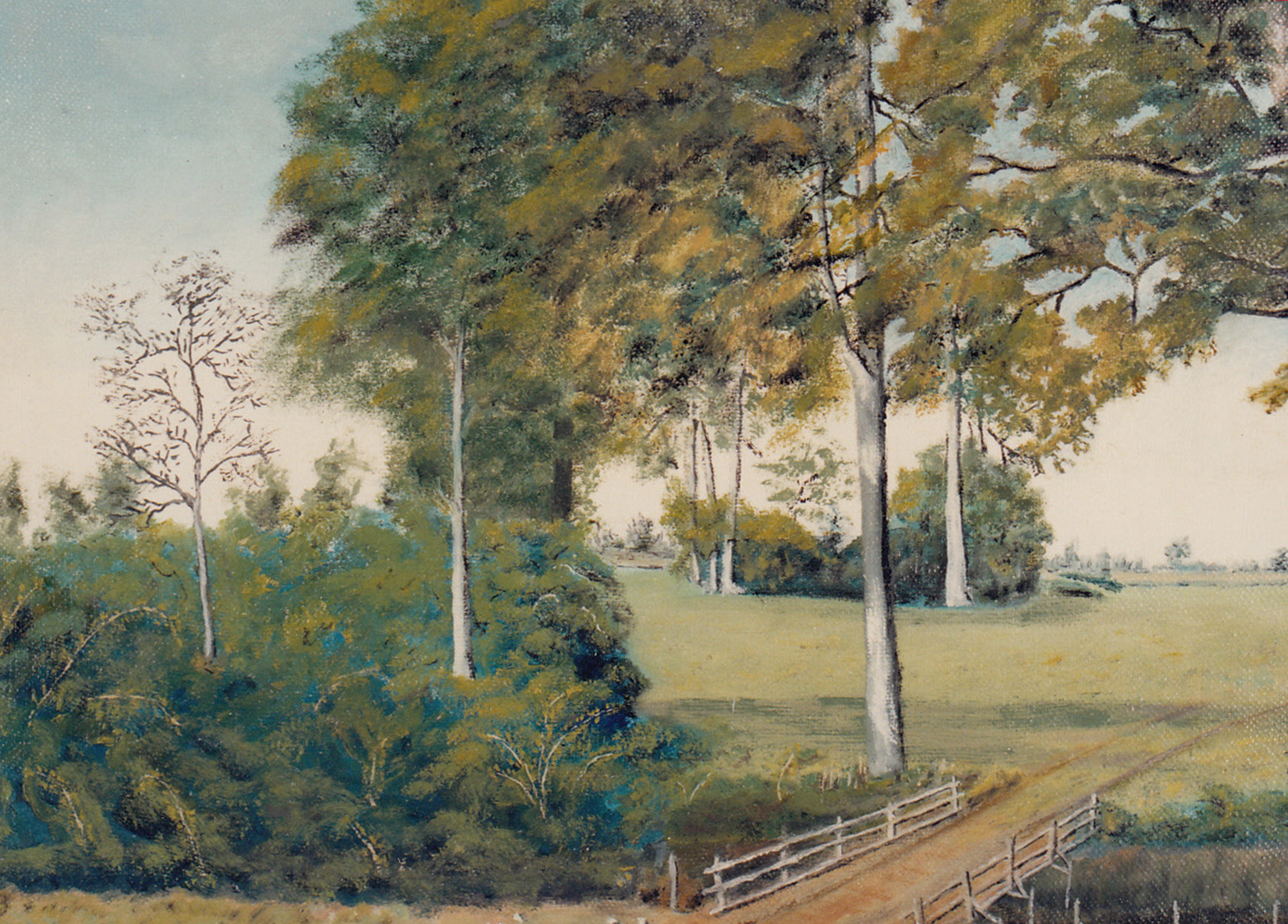
Brücke en Ayentemo

José María Palacios Concha (1926–2002), Kunstkritiker der Zeitung Segunda und des nationalen Kunstkritikervereins AICA schrieb:
„Der Blick, der sich distanziert und beobachtet, aus einem gedachten Gefühl, dass die Wahrheiten unserer Natur immer bereit sind das malerische Auge zu empfangen und es zu belohnen. Und damit kommen wir zu dem endgültigsten Erfolg von Eugenio Cruz: er definiert einen Stil. Er betont, dass er eine Persönlichkeit hat, die von innen heraus, frei, ohne Vorurteile, seine Erlebnisse darstellen konnte und uns dies als Autodidakt auf seiner Schaffensreife veranschaulicht. Seine Farbpalette ist großzügig. Als Maler weiß er, wie mit seinen Emotionen umzugehen und Blicke, die auf die Bedeutung hinweisen, zu schaffen … Die Malerei von Eugenio Cruz zeichnet sich durch ein Gleichgewicht und die Harmonisierung der Grautönen aus, die eine gewisse Sehnsucht nach seinem alten Landleben erahnen lassen. Insbesondere nach den Bäumen.“
Emilio Antilef Arriagada, chilenischer Dichter, schreibt im Vorwort seiner letzten Buchvorstellung (2011):
„Die Gefühle in der Arbeit dieses chilenischen Autors sind nicht einseitig. Seine Proteste, Liebeserklärungen, Verurteilungen des Systems und des Marktes, die Allegorien und die Spiele lassen verschiedene Auslegungen zu. Das ist etwas wertvolles in dieser Zeit, wo die Sprache sich ständig ändert und die Diskussionen über ihre Grenzen reichlich vorhanden sind. Das Gewicht unserer Zeit macht uns durstig nach Gedichten, die den Pluralismus unserer Epoche widerspiegeln können. Sehr geschätzte Intellektuelle unserer Zeit, wie dies der Venezolaner Rafael Rattia ist, äußern sich folgendermaßen: Oftmals ist es die Nuance, die unmerkliche Wendung der Sprache, die das Gedicht zu einem Kunstwerk macht. Die in diesem Buch befindliche Dichtung hätte nicht konzipiert werden können ohne die Spuren, die eine heftige Erfahrung hinterlässt und die unentbehrlich ist, um vom Irdischen zum Sphärischen zu kommen. Es ist das von Jugendlichen und Erwachsenen gleichsam geteilte Begehren, den Himmel anzufassen, oder einfach über den Himmelhinauszukommen.“

## Beitrag zur Kultur der Künste
Es sei hauptsächlich die Fähigkeit, auf die innere Natur hören zu können, und nach einer Zeit in den wohlhabenden Kreisen der Gesellschaft und mit unternehmerischen Erfolgen auf diese zu verzichten, um mit dem Wesentlichen eins zu werden und seine Begeisterung für das Leben durch seine multidimensionalen Kunstwerke zu übermitteln. Diese Einfachheit und Großzügigkeit seien der größte Beitrag an die Kultur der Kunstmalerei und der Literatur.

## Galerie

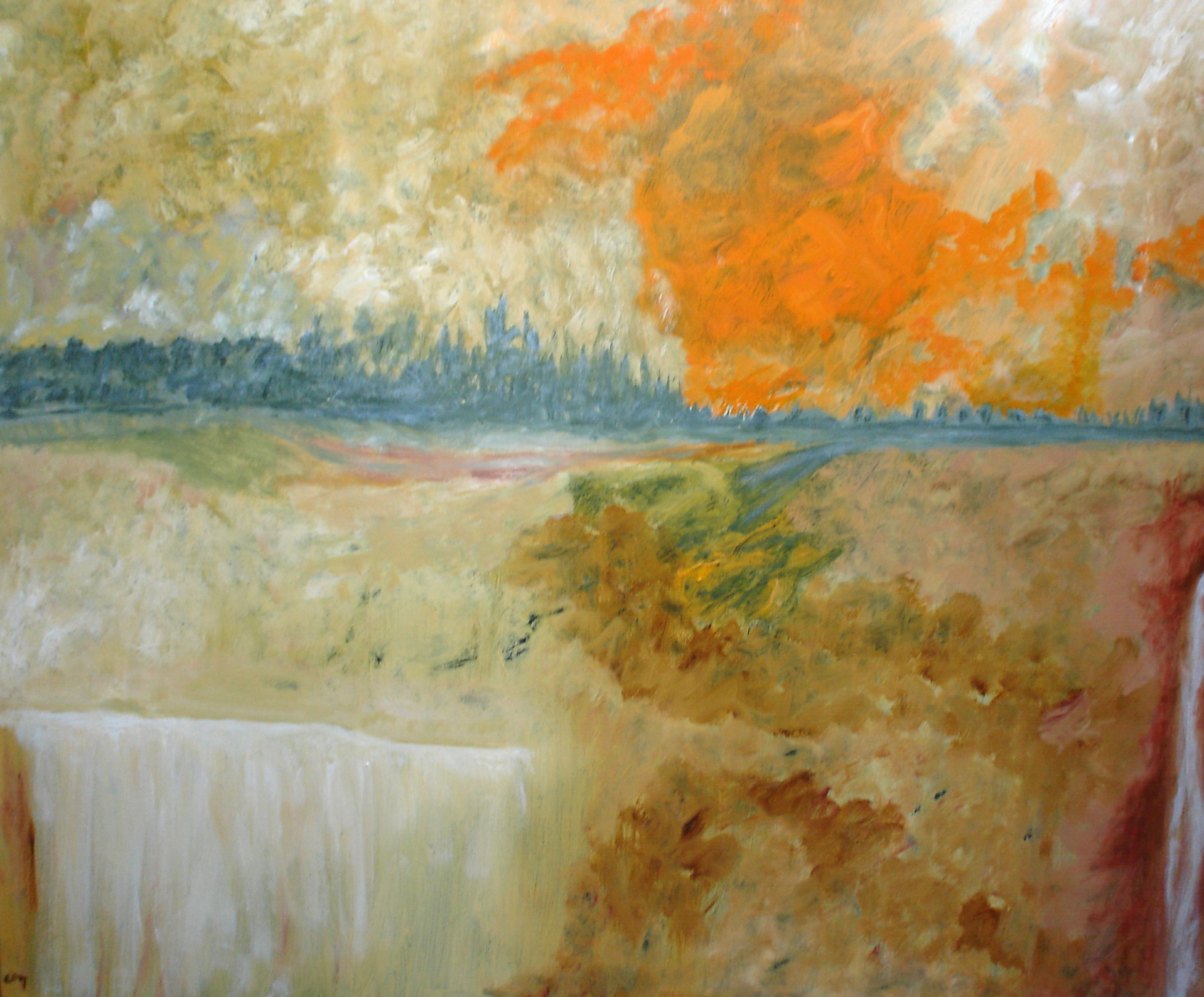
Wasserfall
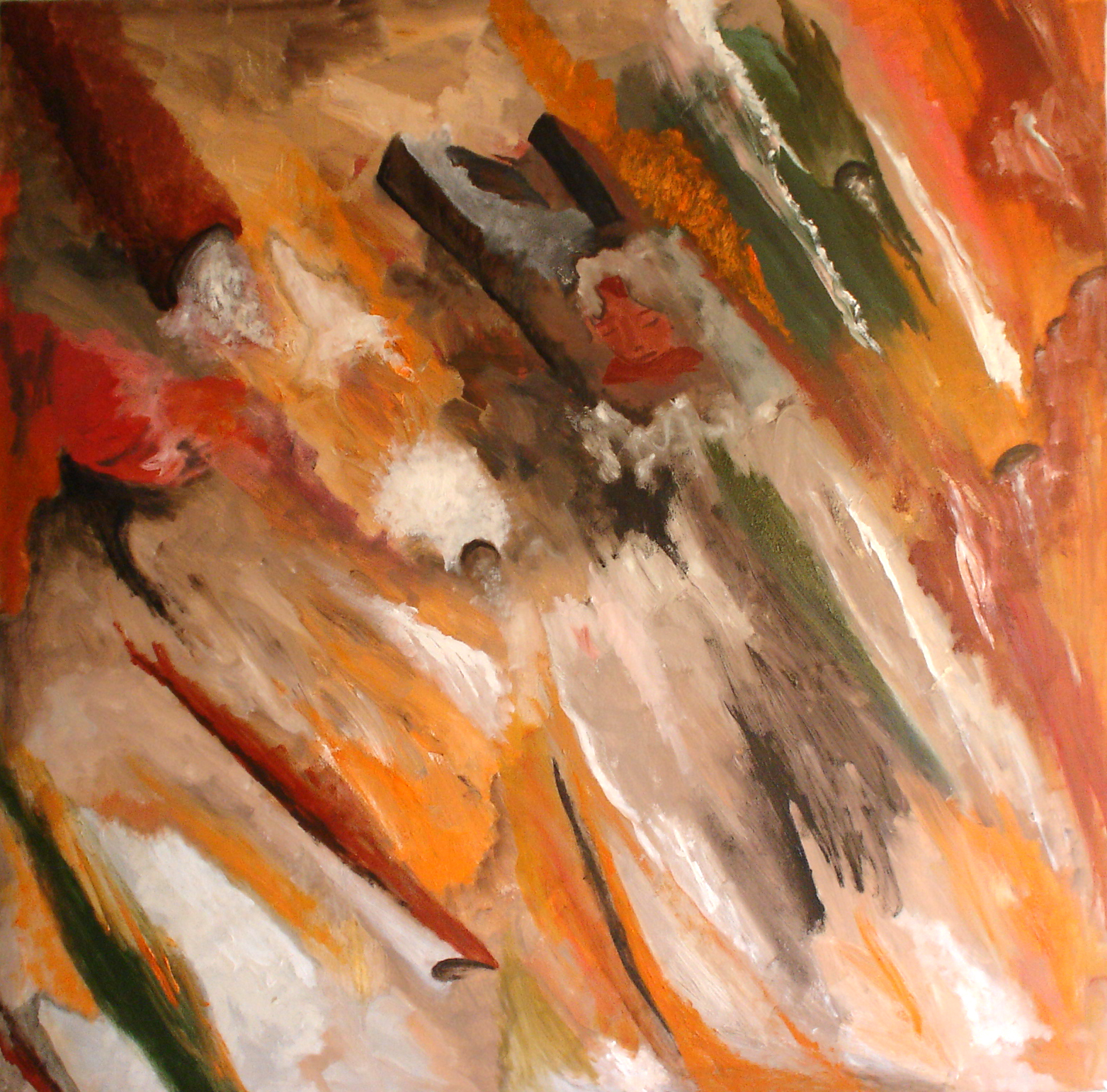
Ocker
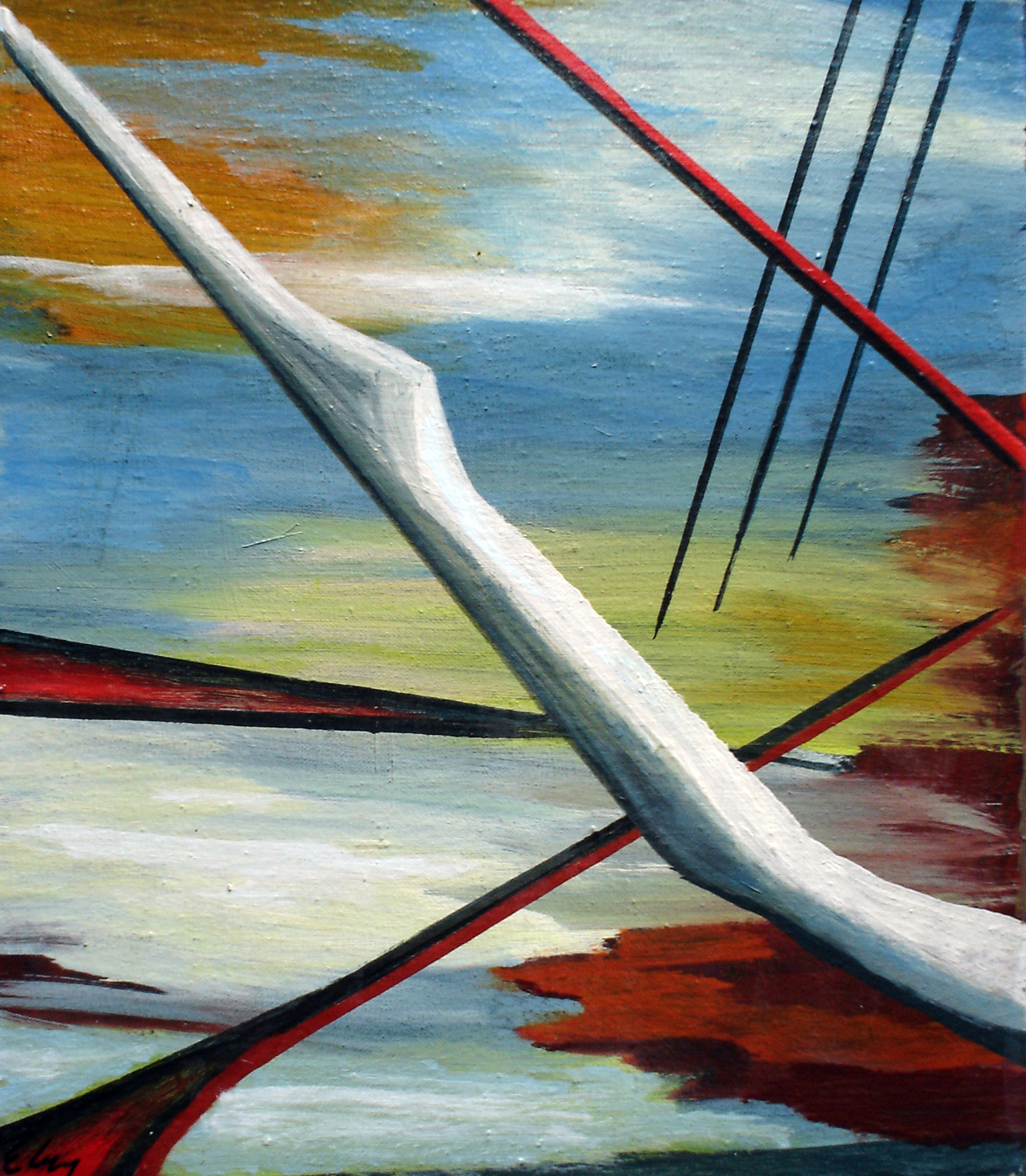
Mythische Landschaft
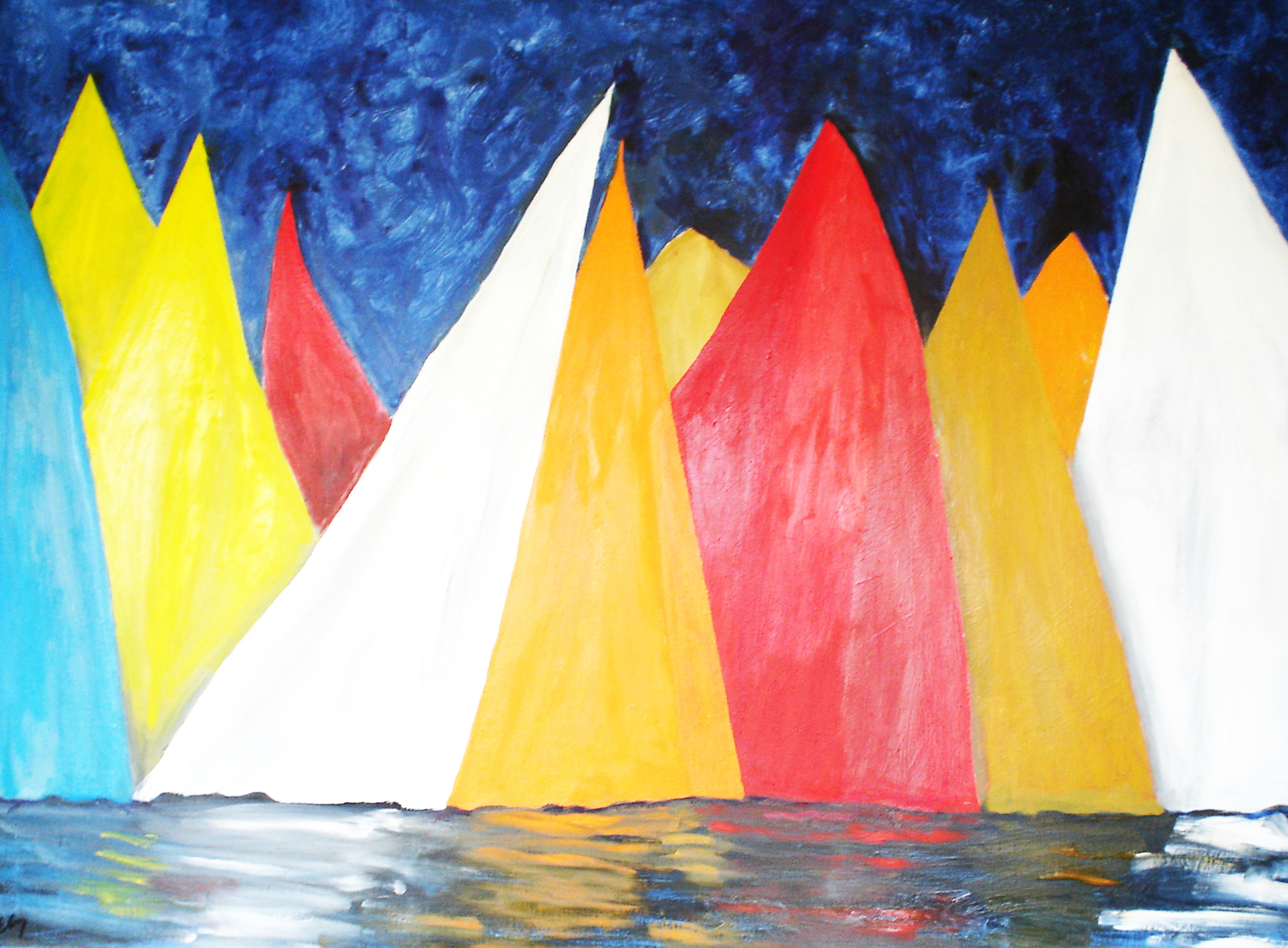
Segelboote im Spiegel
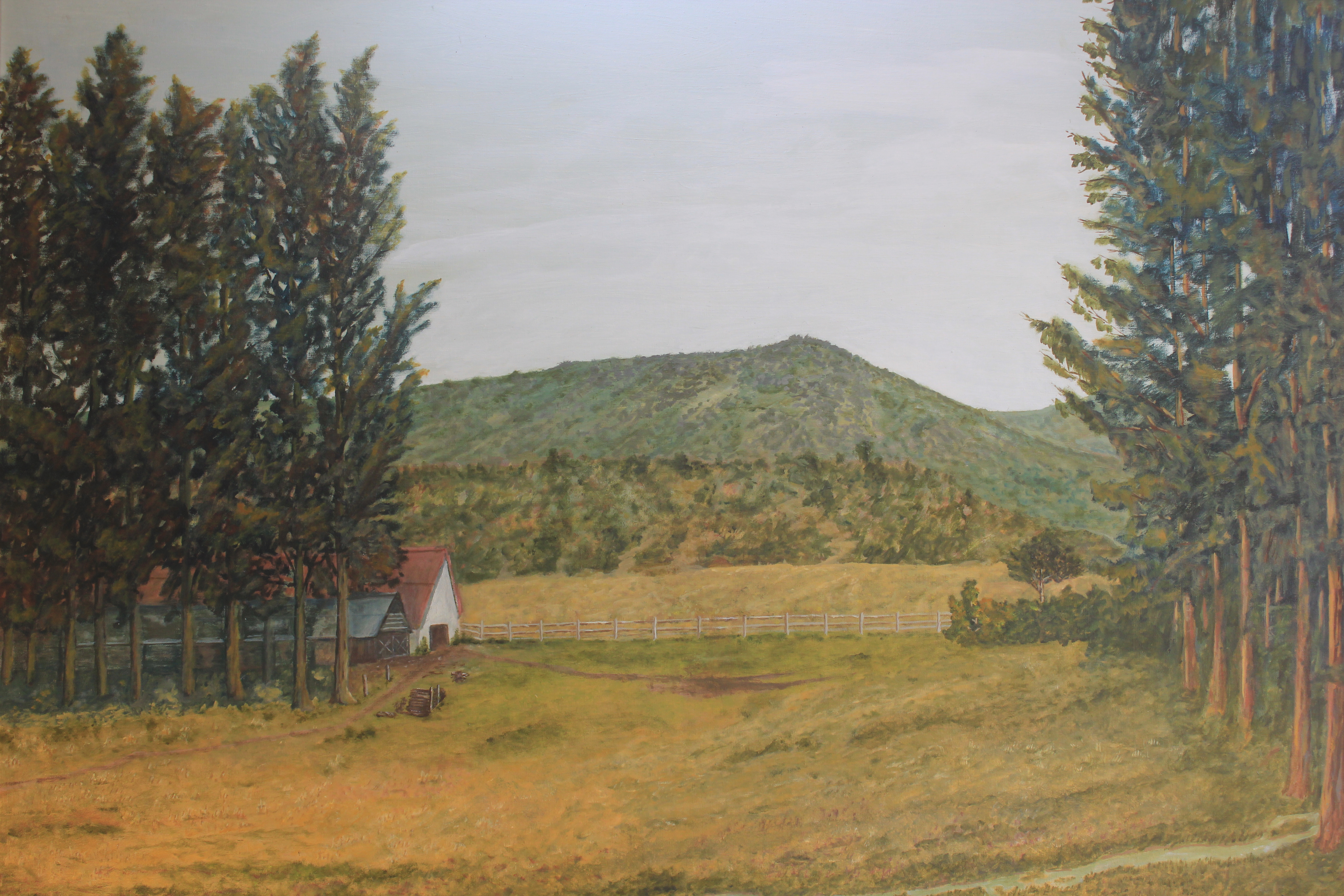
Alto Pucalan
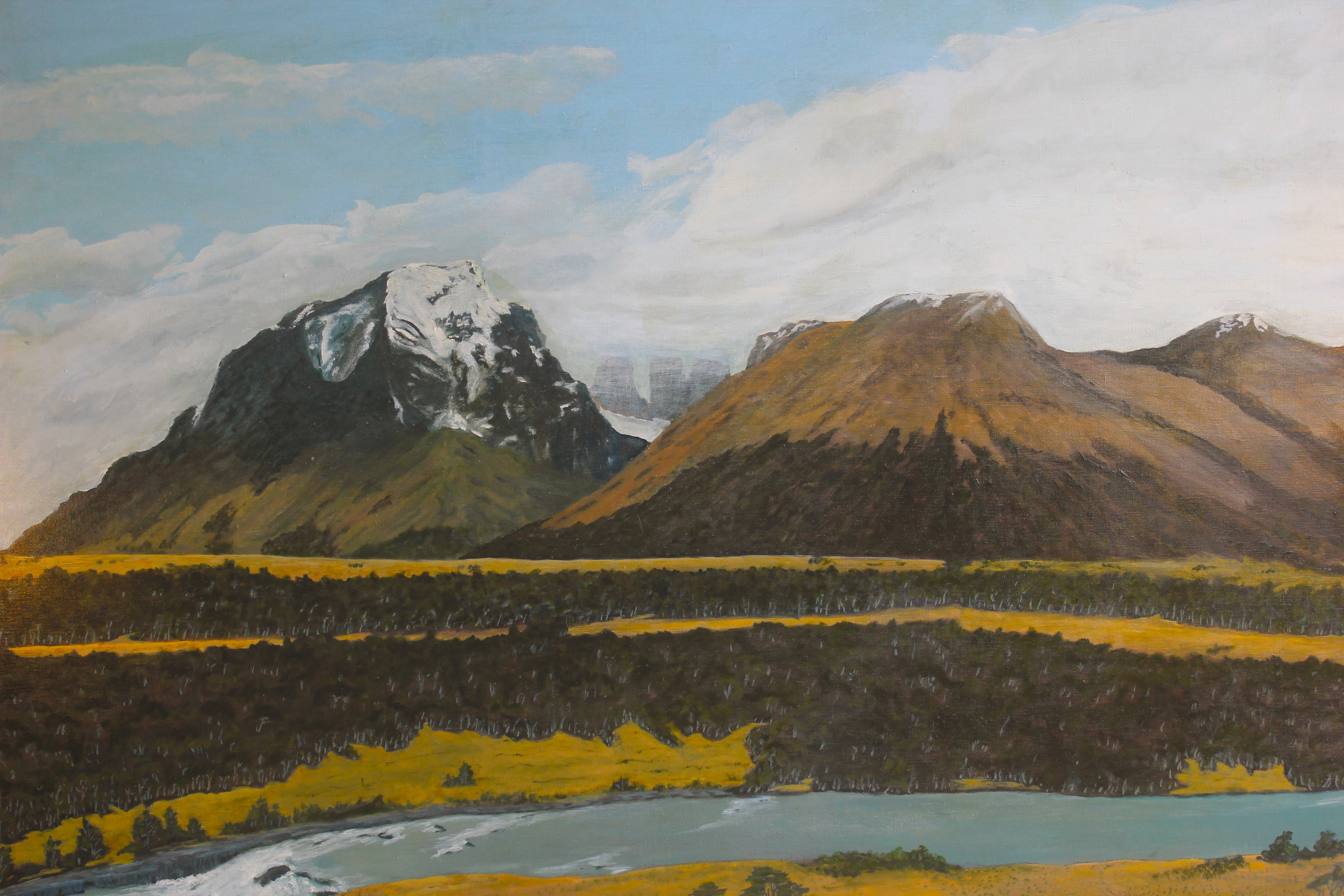
Monte Almirante Nieto, Torres del Paine
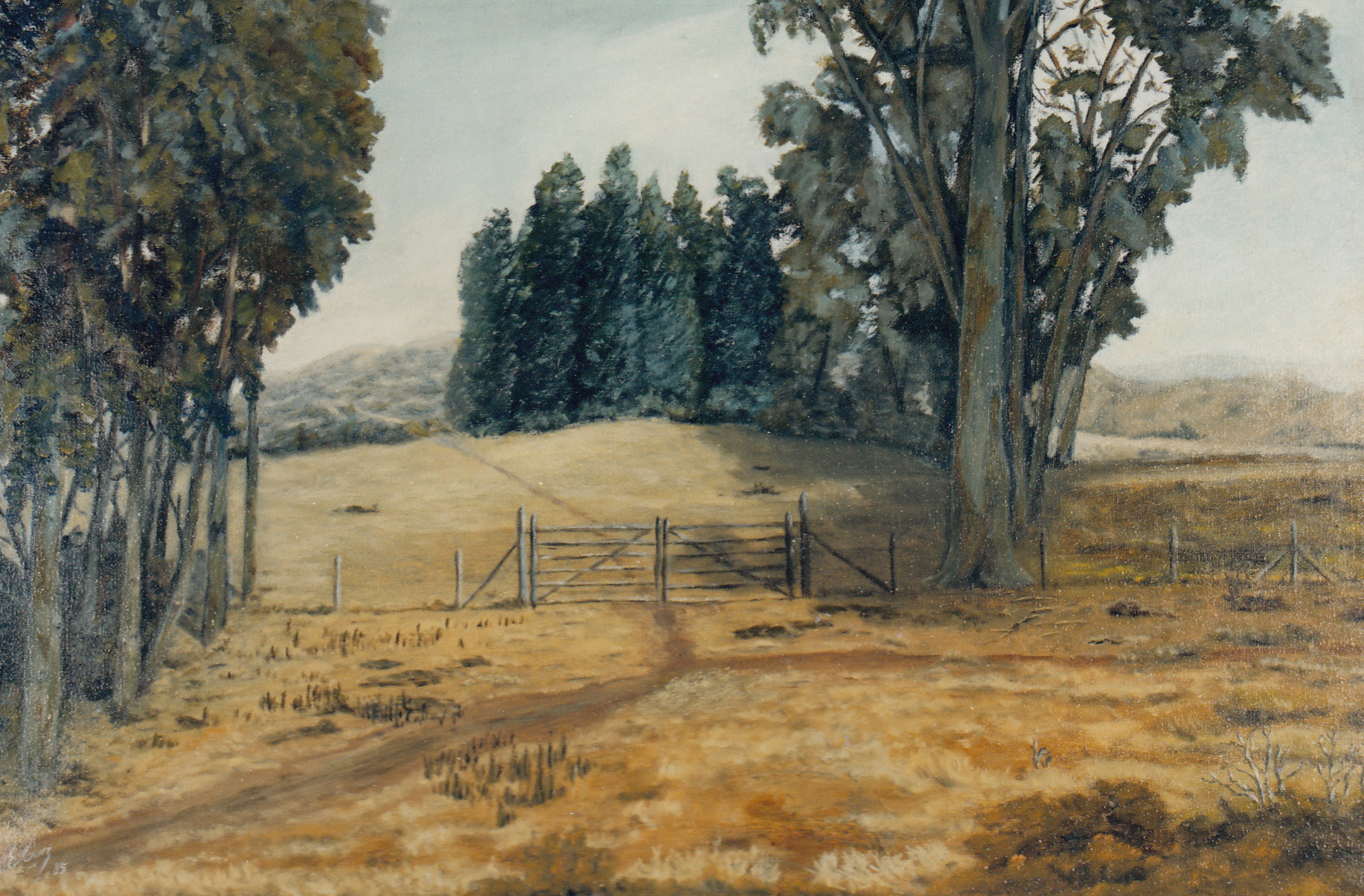
Potrero en Bucalemu
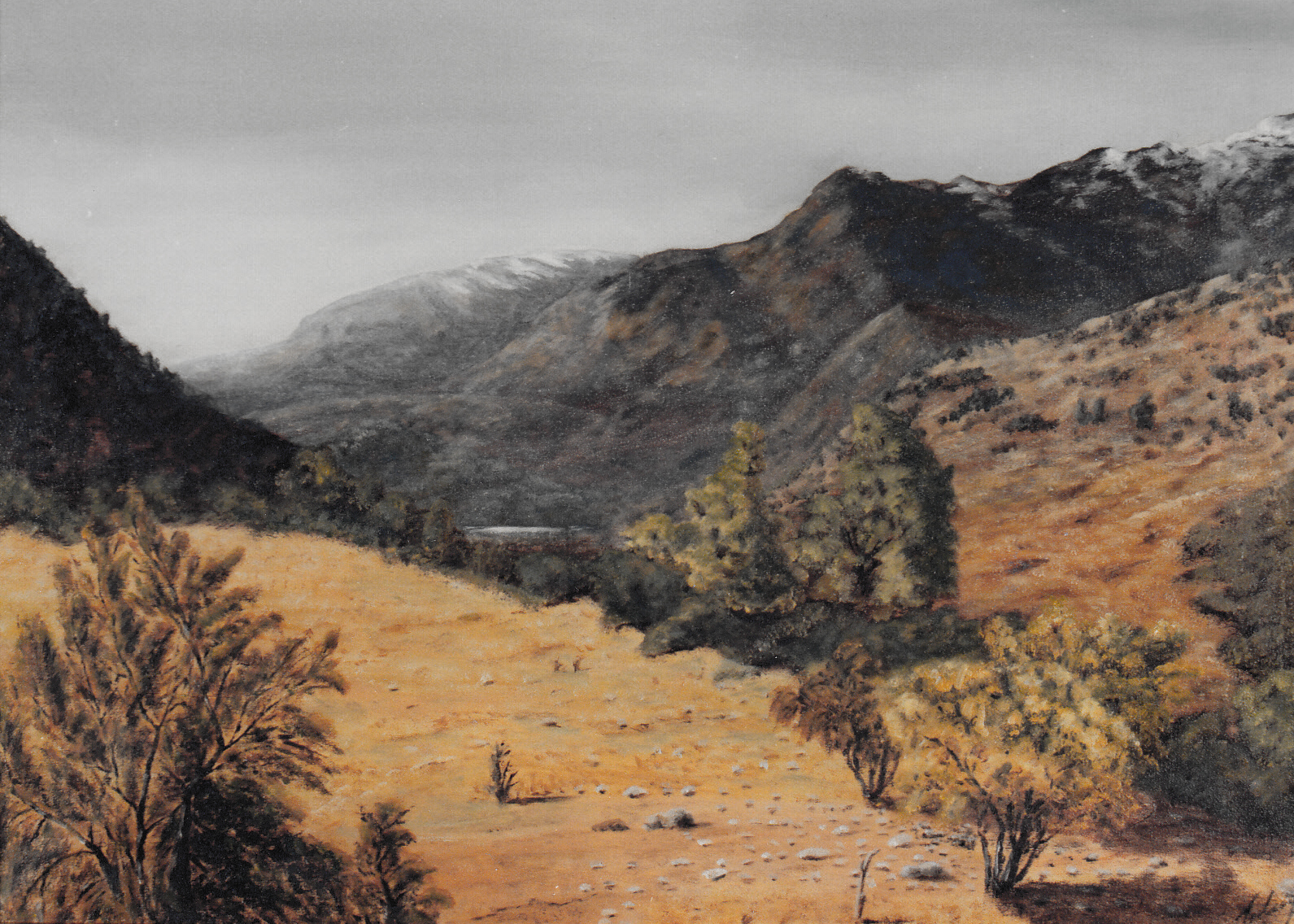
Rincon en el Cajon del Maipo
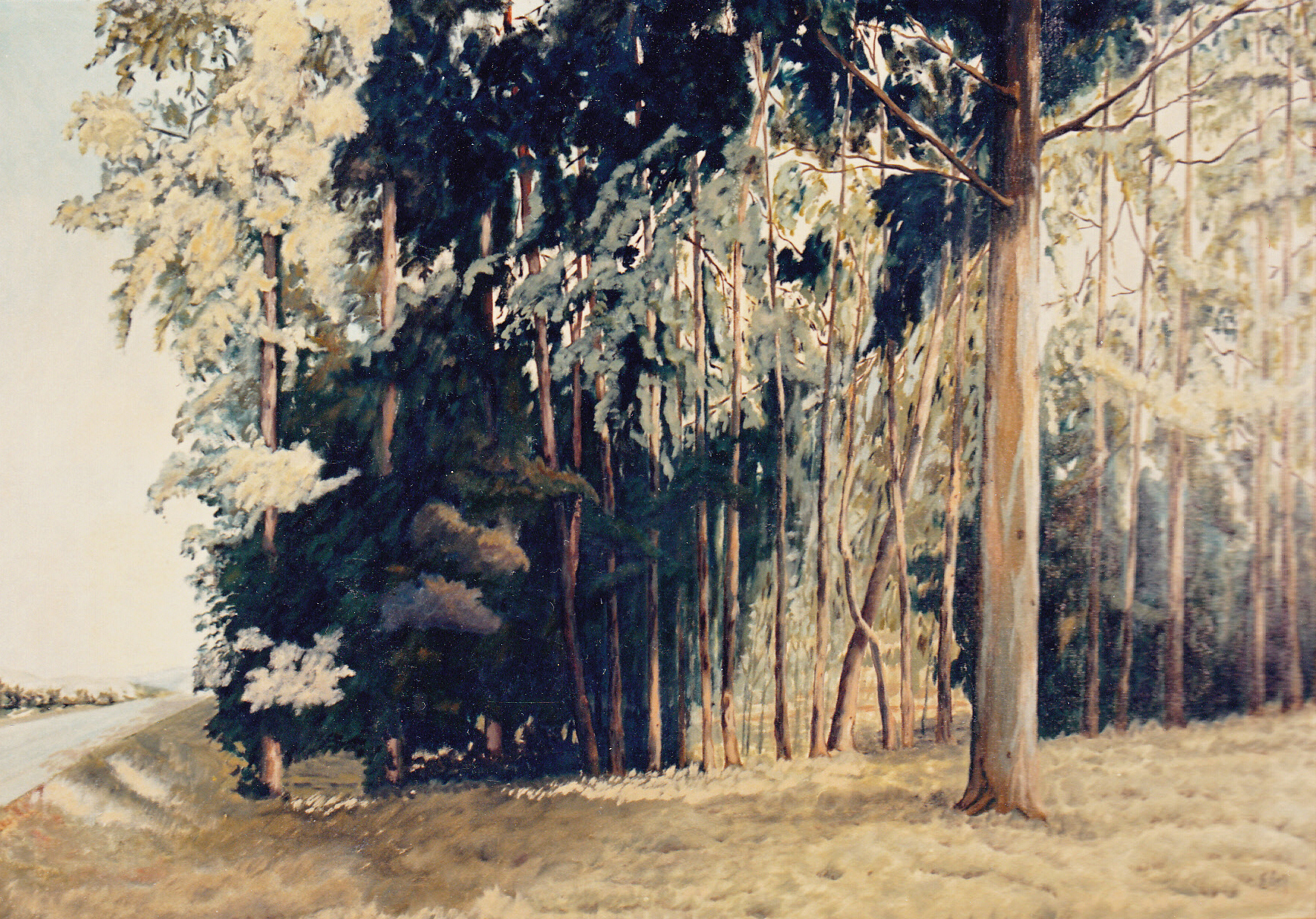
Eucalyptus Parque Peñuelas
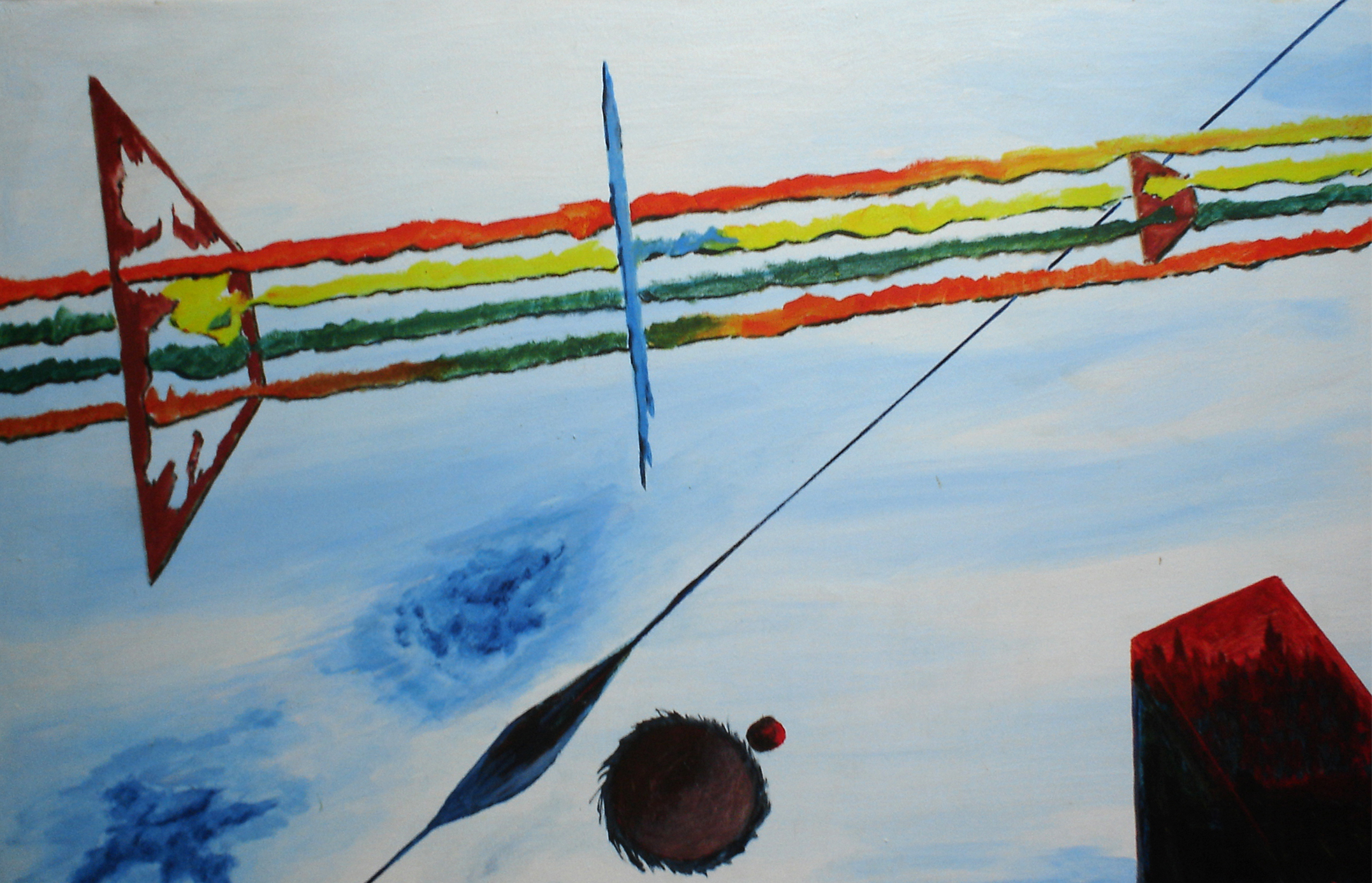
Hommage an Mozart